# カトリック陰謀事件

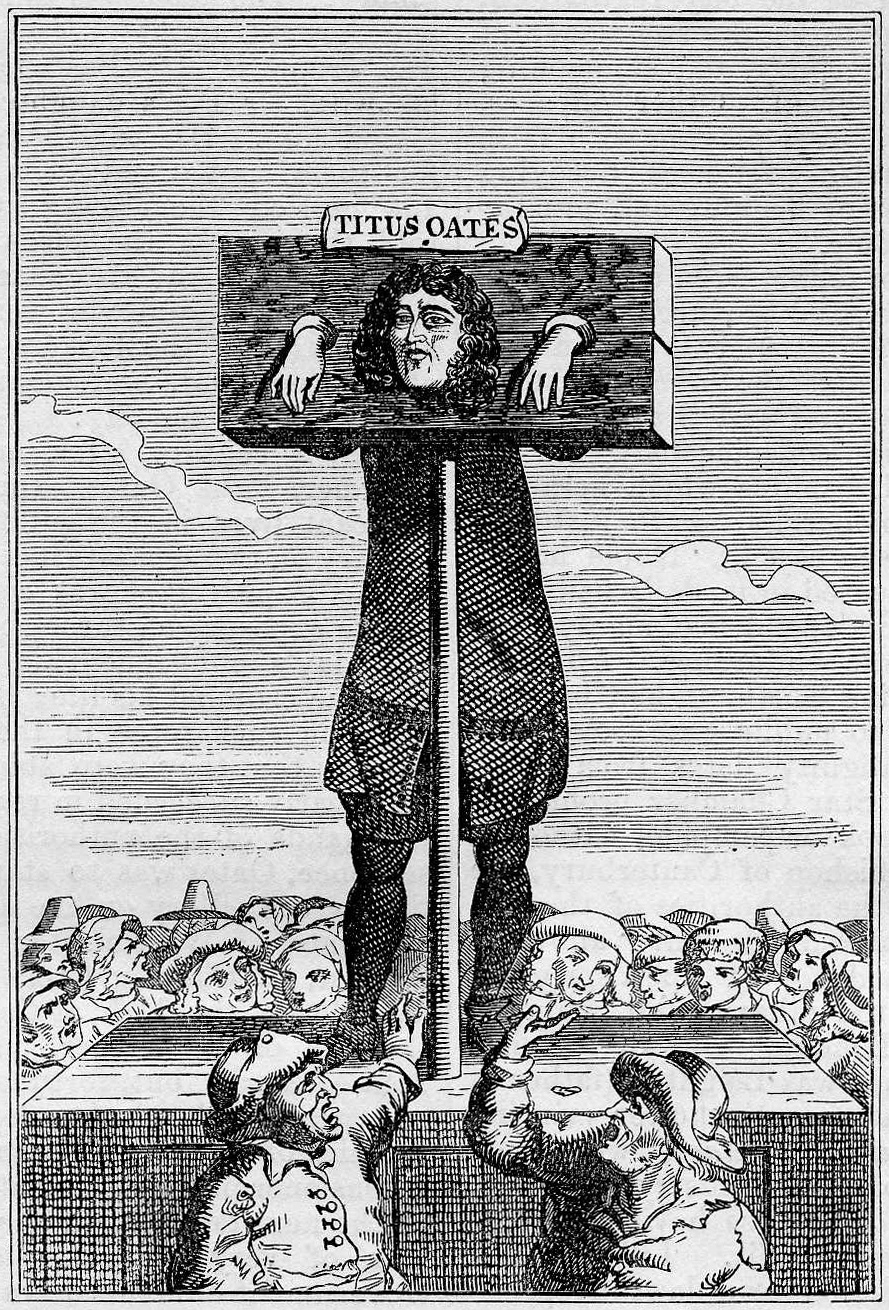
陰謀事件をでっち上げ、首枷をはめられて晒しものにされるタイタス・オーツ（1864年に出版された本より）

カトリック陰謀事件（カトリックいんぼうじけん、Popish Plot）は、1678年から1681年に発生したイングランドのカトリック教徒が国家転覆の陰謀を企てているという陰謀の捏造と、それに伴う集団ヒステリーの事件・社会現象である。捏造されたテロ計画が本当に存在していると信じられ、イングランドの反カトリック感情をあおって国全体がパニックに陥った。
2年半にわたってカトリックを敵視した立法・裁判が横行したが、陰謀がまったくの捏造であったことがわかると、反カトリックを鮮明にしているホイッグたちの地位を低下させた。その後、1680年代においてヨーク公ジェームズの信仰自由宣言や国王即位の道筋をつけることになった。

## 背景と人物
清教徒革命の記憶も生々しい1670年代イングランドには、反カトリック感情が根強く残っていた。国王チャールズ2世妃キャサリンや王弟ジェームズがカトリック信仰であったことは、ジェントリやロンドン市民をいっそう警戒させ、緊張状態が続いていた。そのなかで、以下の人物が事件と混乱にかかわった。

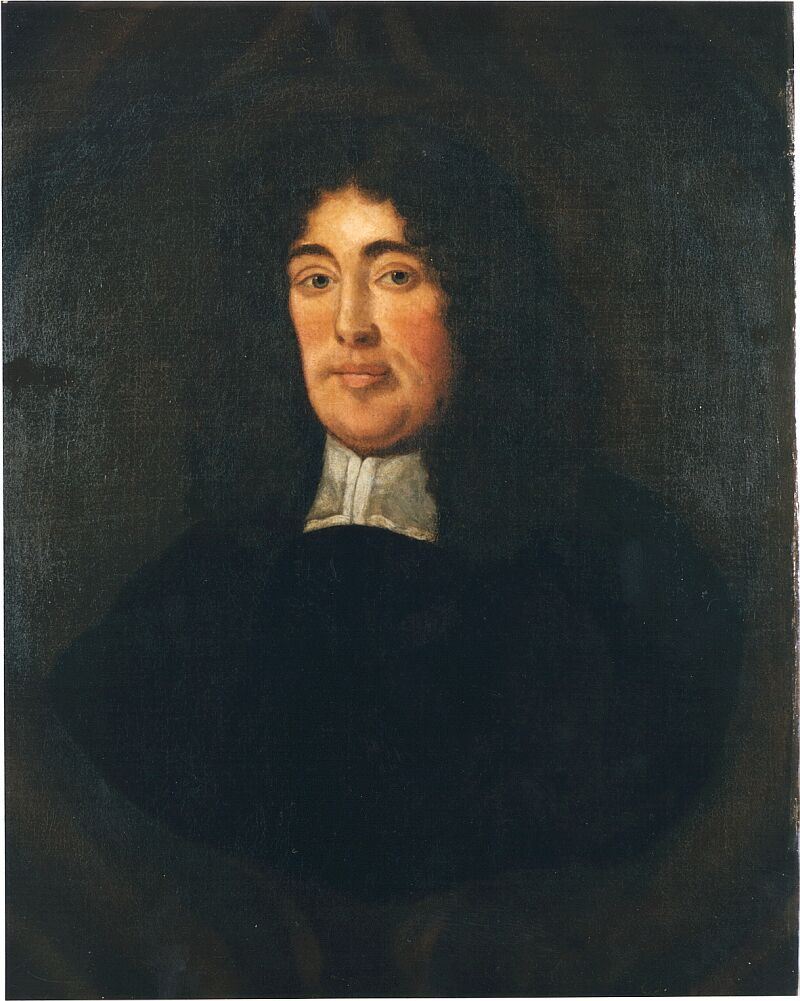
タイタス・オーツ（当時の肖像画）

タイタス・オーツ事件の主要人物といえるタイタス・オーツはバプテストの家に生まれ、イングランド国教会に職をえたが、スキャンダルを起こして国教会を逐われた。そののち一転イエズス会士になるべくバリャドリード（スペイン）およびサン＝トメール（フランス）で学んだ。結局オーツは会から拒絶され、イエズス会への敵意を土産にロンドンに戻っていた。
イズレイエル・トング国教会聖職者でオーツのパトロン。人柄は悪くなかったが、精神錯乱者だったともいわれる。イエズス会が自分を殺しに来るという妄想を抱いており、カトリックに並々ならぬ敵意を燃やしていた。
ダンビー伯大蔵卿で、事件当時に国王の側近だった政治家。名誉革命前後の政界でさまざまな要職につき、後にリーズ公爵に叙された。
エドマンド・バリー・ゴドフリーケント州生まれ、オックスフォード大学クライストチャーチ出身のジェントリ。収賄によって無罪の国王典医を逮捕して処罰されたこともあったが、事件当時ロンドンの治安判事の任にあったエリートだった。
エドワード・コールマンヨーク公（のちのジェームズ2世）妃秘書。カトリック信仰で、フランス王室と親密な交流があった。コールマンがフランスと交わした文書が、陰謀に信憑性を与えることとなった。
シャフツベリ伯事件当時におけるホイッグの主導的政治家。1640年の短期議会で下院議員に選出され、財務府長官や大法官、商務大臣を歴任し、1672年にシャフツベリ伯爵に叙されていた。反カトリックの重鎮であった。

## 「陰謀」事件
オーツとトングが仕掛けた捏造陰謀事件は、当初ほとんど信用されなかったが、ふたつの事件を契機にいっきょに信憑性を得、最初はロンドン、次にイングランド全土に集団ヒステリーをもたらした。無実のカトリック信徒が処刑され、議会でもカトリックを排除する動きが活発になり、はては模倣犯まで現れる事態となった。

### 発端
トングは、イエズス会に不満を鳴らすオーツに出所不明のパンフレットを見せた。そのパンフレットに曰く、イングランド内戦やチャールズ1世処刑（1649年）、はてはロンドン大火（1666年）まですべてがイエズス会の仕業であるという根も葉もないものであった。彼らはこれを元に、カトリックのイエズス会と長老派（ただし、長老派はプロテスタントに属する）が手を組み、以下のような陰謀を企てているという話をでっち上げた。
イエズス会は、審査法によって公職からはじき出されている長老派と手を組み、プロテスタントの国王チャールズ2世を暗殺する計画を立てている。彼らの狙いは、カトリックの王弟ジェームズを王位につけ、プロテスタントを皆殺しにすることにある。この計画を支援するためにルイ14世が軍隊を派遣する手筈になっている。
1678年8月、オーツとトング両名はカトリック教徒の間に謀反の企てありと吹聴して回った。トングは国王チャールズ2世に上申すべくホワイトホール宮殿に赴いたが、チャールズはニューマーケット競馬場に遊覧中で留守だった。かわりに話を聞いたダンビー伯は荒唐無稽であると一蹴した。今度はオーツが治安判事ゴドフリーに会って弁舌をふるったが、これもまともに取りあってもらえなかった。それでもオーツはあきらめず、つてを頼ってコールマンに訴えたが、コールマンはゴドフリーからあらかじめ知らせを受けていたので、同様の対応しかなされなかった。

### ふたつの事件
陰謀捏造は失敗したかに見えたが、2つの事件によって事態が急転した。ひとつめはゴドフリー変死の報であった。ゴドフリーは自らの剣で刺されたうえ、首を絞められた遺体で発見された。捜査の甲斐なく犯人はわからず、カトリック教徒が陰謀の情報を知る者として抹殺したのではないかと噂された。
さらに、カトリック教徒でヨーク公妃秘書のコールマンがフランス宮廷の要人と手紙で連絡を取っていたことが露見してしまった。コールマンが受け取った手紙には大金が添えられており、これが企ての軍資金で、背後にフランスがいると考えられた。もっとも手紙には、この資金をdistribute（配付）してフランスと友好関係を保つように、という旨の文言が書かれていたが、assassinate（暗殺）の資金として用いてフランスのいうがままになるように、という趣旨で広まった。このように話が歪曲して伝わった経緯は今も明らかでない。

### 集団ヒステリー
ふたつの事件は、もとよりイングランド人の間にくすぶっていた反カトリック感情をいっきに噴出させ、ロンドンはテューダー朝時代の宗教戦争の様相を呈した。ロンドンのプロテスタントは皆殺しに遭うのだというパニックに陥った。
パニックのなかで、ゴドフリー暗殺の犯人として無実のカトリック信者数名が処刑された。カトリックへの敵意は空前の勢いとなり、オーツとトングは陰謀をいち早く暴いた国民的英雄となった。オーツの発言は神の預言であるかのように受け止められ、それをよいことに手当たり次第にカトリック聖職者を糾弾した。名指しで非難された聖職者たちは問答無用で裁判にかけられた。オーツの主張を疑問視する者はすなわち陰謀の加担者であるとされ、アイルランド総大司教オリヴァー・プランケットら30名余が無実の罪で処刑された。この間、オーツ批判を行ったダニエル・デフォーは厳しく非難されている。
野党的地位にあったシャフツベリ伯ら反カトリック急進派がこの勢いに乗って、議会や公職からカトリックを排除する審査法制定に持ち込み、ヨーク公ジェームズの王位継承権を剥奪する王位排除法案を提出した。急進派議員たちは、国王の側近ダンビー伯によって王室がフランスのルイ14世から財政援助を受けていたことを暴き、ダンビー伯を失脚に追い込んだ。この時の急進派が、後にホイッグとよばれるようになった。

### 粉桶陰謀事件
翌1679年には、粉桶陰謀事件なる模倣犯まで現れる事態となった。恐慌状態下のロンドンで、長老派の不満分子がジェームズの王位継承を阻止せんと画策し、陰謀の証拠書類がカトリックの産婆エリザベス・セリアの自宅の粗びき粉を入れる桶に隠されていると主張する者が現れたのである。はたして書類は発見されたが、主張したトマス・デンジャーフィールドの発言は疑問視された。彼は投獄され、粉桶陰謀は実際の陰謀である国王暗殺を隠すために流した噂だと息巻いたが、彼を見る周囲の目はもはや狼少年を見るそれであった。

### カトリックの反応
想像してみたまえ、カトリックの狂った群衆のなかにひとり放りこまれる恐怖を、妻や娘が陵辱されるさまを、幼い息子の脳みそが壁にぶちまけられる様子を、異端の犬とわめき散らしながら家が略奪され、あなた自身の喉元が切り裂かれる瞬間を…。彼（訳注：ジェームズ）は、過去のカトリックの王たちのように、いつ軍隊で国を牛耳りはじめるのだろうか、あなたがたの伝統ある法はどうなるのだろうか。そのとき、議会は法の秩序を取り戻せないだろう。王と枢密院は独断で税を課し、軍隊が剣を片手に徴収にやってくるだろう。（Blount,C. An Appeal from the Country to the City, vol.1, London, 1689-92, pp.401-402.）
同時代人はこのように述べているが、実際に「狂った群衆」となったのはむしろプロテスタント住民であった。恐怖からくるカトリックへの圧力に、王弟ジェームズはブリュッセル（ベルギー）に避難せざるをえなかった。他のカトリック信徒もロンドンからの退避をよぎなくされ、国外亡命が可能な者はフランスなどに一時的に逃れた。

## 鎮静化
事態の鎮静化は、ホイッグの勢いが止まったことも意味した。一連の陰謀が捏造だったことがわかると、次はトーリー党やカトリック側が攻勢に出た。それでなくても、チャールズ2世は議会の解散など王権を巧みに行使して弟を守っていたが、一連の騒ぎの結果、ジェームズの王位継承を阻むのは困難になり、シャフツベリ伯らホイッグは軍事クーデターを画策し、翌1683年にはライハウス陰謀事件を引き起こすまでに至った。
その一方で、この騒ぎを引き起こしたオーツは2年半にわたって我が世の春を謳歌したが、1681年の秋になると当初のヒステリー状態は鎮静化し、次第にオーツの主張は信憑性を失い、逆にオーツは偽証罪の容疑で裁判にかけられることになった。裁判の結果、オーツは首枷つきでさらし台に載せられ、市民の投石の的になったが、死刑は免れた。こうして、無実のカトリック数十名を斬首に追い込んだ張本人であるオーツは死刑を免れたばかりか、名誉革命後は年金を得て裕福な晩年を過ごした。
オーツが厚遇されたのは、名誉革命後の論功行賞によるものであった。革命によって王位についたウィリアム3世は、急進派（ホイッグ）とそれに与した者を厚遇した。オーツもその恩恵にあずかり、年金を増額された。